# Oligoclada walkeri
Oligoclada walkeri – gatunek ważki z rodziny ważkowatych (Libellulidae). Występuje na terenie Ameryki Południowej.